# Gabrielle Vincent
Monique Martin, född 9 september 1928 i Bryssel, död där 24 september 2000, var en belgisk barnboksförfattare och illustratör verksam under författarnamnet Gabrielle Vincent. Hon är mest känd för barnboksserien Victor och Josefine. efter att hon etablerat en framgångsrik karriär som akvarellist under sitt födelsenamn. Flera animerade filmer har producerats efter böckerna om musen Josefine och björnen Victor.

## Biografi

### Bakgrund
Monique Martin föddes i Ixelles i Bryssel, där hon också framlevde sitt liv. Fadern var revisor, spelade fiol och sjöng i kör.
Redan som barn visade Monique en hög färdighet i att teckna och färglägga; hon var tvåhänt och kunde bland annat skriva med höger hand och måla med vänster. Hennes tre systrar var mer intresserade av musik.

### Studier och karriär som bildkonstnär
Som 15-åring fick Monique Martin sina första inkomster som illustratör av vykort, gratulationskort och barnböcker, där hon framträdde under signaturerna "Dominique" eller "Geneviève". Därefter studerade hon vid den kungliga konstakademin i Bryssel, där hon 1951 avlade examen. Året efter vann hon första pris i en tävling med sin målning La Mise au tombeau ('Gravläggningen').
Därefter utmärkte Martin sig snabbt som akvarellmålare, med en sober och mjuk stil. Motiven hämtades ur vardagen, samtida händelser eller olika resor. Som akvarellist och senare som illustratör inspirerades hon av namn som Rembrandt, Morandi, Rackham, Manet och Shepard, liksom av Samuel Becketts pjäser. Hon var som målare en "traditionalist" och mindre intresserad av konstnärligt experimenterande, med som mentor hennes konstlärare De Smet från konstakademin.
Martin arbetade under 1960-talet i första hand i svart/vitt, i syfte att lära sig bemästra kolteckningen och kinesiskt tuschmåleri. Senare övergick hon till färg via akvarell, pastell och olja.
1970-talet ägnades delvis åt resor genom Nordafrika, där hon skissade av folk från trakten och landskapet. Hennes resedagbok gavs 1991 ut som Au désert ('I öknen'). I slutet av 1990-talet återvände hon till Egypten och därefter Marocko.
En annan sida av Monique Martin var hennes verksamhet som rättegångstecknare. Detta sysslade hon med under de 20 åren hon närvarade under olika rättegångar i Justitiepalatset i Bryssel.

### Författare och illustratör
1970 inledde Martin även en karriär som illustratör och barnboksförfattare. Den första boken blev Le Petit ange à Bruxelles ('Den lilla ängeln i Bryssel'), en sagobok som illustrerats med kolteckningar. I sitt illustrerande har Martin ofta använt ett bildberättande i form av tecknad serie.
Mot slutet av 1970-talet började Martin tröttna på att behöva närvara och förklara sin konst på olika utställningar, så hon flyttade successivt över sina aktiviteter till den nya karriären som barnboksillustratör.

#### Victor och Josefine
Som 53-åring lanserade Martin 1981 Ernest et Célestine, en barnboksserie som fått internationell spridning. För svenska läsare är den känd som Victor och Josefine.
Böckerna, som hon skrev under författarnamnet Gabrielle Vincent, handlar om en förslagen mus och hennes godmodiga vän, den antropomorfa björnen. Författarnamnet, som hon antog av rädsla för att hennes rykte som konstnär skulle påverkas negativt, hämtades från namnen på hennes far-/morföräldrar Gabrielle och Vincent.
Björnen, som fungerar även som en fadersfigur för den föräldralösa musen, har hämtat inspiration från både Martins far och från hennes mentor De Smet. Originalnamnet "Ernest" var en blinkning till Martins favorit bland barnboksillustratörer, Ernest H. Shepard, medan den lilla musen hämtade inspiration från Martins egna minnen från barndomen. Martins yngre släktingar, som ofta var på besök, gav ytterligare inspiration.
Handlingen i böckerna baseras ofta på vardagssituationer. I första boken förlorar Josefine sitt mjukisdjur i snön, och resten av boken ägnas åt letandet efter den. En annan historia handlar om att bli sjuk och att ta hand om den sjuke. Historierna beledsagas av Martins illustrationer utförda i akvarell.
De två första böckerna i serien fortsattes senare av ytterligare 24 volymer, producerade ända fram till hennes död. Bokserien har på franska sålts i mer än 1 miljon exemplar, och de 15 böcker som hann ges ut under Martins levnad belönades i många fall med olika litterära utmärkelser. I översättning har den här barnboksserien givits ut som Ernest and Celestine (engelska), Mimi und Brumm (tyska), Brammert en Tissie (nederländska), och översättningar finns även bland annat på ryska och japanska. De fyra första böckerna i serien kom ut på svenska i början av 1980-talet.
Senare har böckerna blivit föremål för två filmatiseringar och en animerad TV-serie. 2012 kom Victor och Josefine, som vann det franska Césarpriset för bästa animerade film. 2016 producerades en animerad TV-serie under namnet Ernest et Célestine, La Collection, och fem avsnitt ur serien omredigerades året därpå till långfilmen Ernest et Célestine en hiver. Julen 2022 hade långfilmen Victor och Josefin – resan till Snackistan premiär.
2015 sattes böckerna upp som teaterpjäs.

#### Senare barnböcker
På 1990-talet skapade Martin en ny barnboksserie i form av Papouli et Fedcerico, där en äldre man tar över vårdnaden av en liten pojke. Både denna bokserie och den om Victor och Josefine har vid flera tillfällen setts som Martins möjliga kompensation och uttryck för de barn som hon själv aldrig fick.

### Andra intressen, de sista åren
Monique Martin var även engagerad i miljörörelsen.
Hon avled i Bryssel år 2000, vid en ålder av 72 år.

## Eftermäle och erkännande
Gabrielle Vincent har flera gånger beskrivits som den främsta kvinnliga barnboksillustratören i Belgien. 1989 fick hon motta den japanska Sankei Children's books Publications Prize, för boken Un jour, un chien. Fyra år senare mottog hon Totem album du livre jeunesse vid ungdomsboksfestivalen i Montreuil, för boken Au bonheur des ours.
2012 etablerade Martins gudson Benoît Attout Fondation Monique Martin, en stiftelse med syfte att bevara och lyfta fram Martins konstnärliga arv. Bland annat har man tagit över förvaltningen av en femtedel av hennes konstnärliga verk, motsvarande mer än 2 000 teckningar och målningar.
Flera större utställningar har ställt ut Martin verk i Belgien. Detta inkluderar en 2015 på stadsmuseet i Bryssel och en 2021 i konstcentret Chapelle de Boondael i staden. Den senare utställningen arrangerades 40 år efter den första boken om Ernest och Célestine.

### Som Monique Martin
- Le Petit Ange à Bruxelles, G. Blanchard, 1970
- L’Enfant, la femme, l’Homme, 1979
- Un jour, un chien, Duculot, 1982 (1988 belönad med Sankei Children's Books Publication Prize)
- L'Œuf, Duculot, 1983
- Carnet du désert, Blondiau, 1992
- Au désert, Duculot, 1992
- Lettre à une amie, éd. Blondiau, 1993 (teckningar från 1967)
- Au palais, Casterman, 1994
- Aventure artistique ou Perception des formes et des couleurs pour une meilleure création, P. Rossignol, 1996.

### Som Gabrielle Vincent
- Pic-Nic et Nicolas, 1982
- Pic-Nic et Rosalie, 1982
- Pic-Nic vend ses poupées, 1984
- Brel : 24 portraits, Duculot, 1989
- Désordre au paradis, Duculot, 1989
- La Petite Marionnette, Duculot, 1992
- Lettre à une amie, 1993
- Au bonheur des ours, Duculot, 1993
- Papouli et Federico, 1 : Dans la forêt, Casterman, 1994
- Papouli et Federico, 2 : À la mer, Casterman, 1994
- Papouli et Federico, 3 : Le Grand Arbre, Casterman, 1994
- Mon petit Père Noël, Grasset jeunesse, 1994
- Au bonheur des chats, Casterman, 1995
- Je voudrais qu'on m'écoute, Casterman, 1995
- J'ai une lettre pour vous, Casterman, 1995
- Je voudrais qu'on m'écoute. 2, Casterman, 1996
- La Montgolfière, Casterman, 1996
- Mon jardin perdu, Casterman, 1996
- Nabil, 2000 (italienska)
- Le Violoniste, 2001/2006

#### Ernest et Célestine
- Ernest et Célestine ont perdu Siméon, 1981
  -  Victor och Josefine tappar en pingvin. Stockholm: Rabén & Sjögren. 1982. ISBN 9129554187 (svenska)
- Ernest et Célestine, musiciens des rues, 1982
  -  Victor och Josefine sjunger och spelar violin. Stockholm: Rabén & Sjögren. 1982. ISBN 9129554225 (svenska)
- Ernest et Célestine vont pique-niquer, 1982
  -  Victor och Josefine gör en utflykt. Stockholm: Rabén & Sjögren. 1983. ISBN 9129560233 (svenska)
- Ernest et Célestine chez le photographe, 1982
  -  Victor och Josefine går till fotografen. Stockholm: Rabén & Sjögren. 1983. ISBN 91-29-56027-6 (svenska)
- Le Patchwork, 1982
- La Tasse cassée, 1982
- Noël chez Ernest et Célestine, 1983
- Rataplan plan plan, 1984
- La Grande Peur, 1984
- Ernest et Célestine au musée, 1985
- La Tante d'Amérique, 1985
- Ernest est malade, 1987
- La Chambre de Joséphine, 1987
- La Naissance de Célestine, 1987
- Ernest et Célestine au cirque, 1988
- Ernest et Célestine... et nous, 1990
- Ernest et Célestine au jour le jour, 1992
- La Chute d'Ernest, 1994
- Cet été-là, 1994
- Le Sapin de Noël, 1995
- Le Labyrinthe, 1998
- Une chanson, 1998
- Un caprice de Célestine, 1999
- La Cabane, 1999
- Ernest et Célestine ont des poux, 2000
- Les Questions de Célestine, 2001 (postum utgåva)

## Filmatiseringar
- Ernest et Célestine, 2012
- Ernest et Célestine en hiver, 2017
- Ernest et Célestine, la collection (TV-serie), 2017
- Ernest et Célestine : Le Voyage en Charabie, 2022